# Gnophomyia teleneura
Gnophomyia teleneura is een tweevleugelige uit de familie steltmuggen (Limoniidae). De soort komt voor in het Neotropisch gebied.